# 키위 (새)
키위(kiwi)는 키위과에 속하는 종을 총칭하는 말이다. 키위는 뉴질랜드 특산의 5종으로 이루어지는데, 큰알락키위, 쇠알락키위 등의 5종이 뉴질랜드에 분포한다. 낮에는 굴에서 생활하고 눈을 사용하지 못하고 부리에 있는 코로 후각에 의해 움직인다. 몸에 비해 가장 알이 크다. 보통 사람들에 보이지 않는 야행성 새이다.
DNA 염기서열 비교를 통해 키위는 뉴질랜드에 공유되어 있던 모아(moa)보다는 멸종된 마다가스카르코끼리새와 훨씬 더 밀접하게 관련되어 있다는 결론이 나왔다. 5종의 인식 종이 있으며, 그 중 4종은 현재 취약종으로 등록되어 있으며, 그 중 1종은 거의 멸종 위기에 처해 있다. 모든 종은 역사적인 산림 벌채로 인해 부정적인 영향을 받았지만, 이들의 남은 서식지는 대규모 산림 보호구역과 국립공원에서 잘 보호되고 있다. 현재 이들의 생존에 가장 큰 위협은 침입성 포유류 포식자에 의한 포식이다.
흔적 날개는 너무 작아서 털이 많고 두 갈래로 갈라진 뻣뻣한 깃털 아래에서는 보이지 않는다. 키위 알은 세계의 모든 새목 중에서 몸 크기(암컷 체중의 최대 20%)에 비해 가장 큰 알 중 하나이다. 짧고 튼튼한 다리, 긴 부리 끝의 콧구멍을 사용하여 먹이를 보기 전에 감지하는 등 키위의 다른 독특한 적응은 새가 국제적으로 유명해지는 데 도움이 되었다.
키위는 뉴질랜드의 상징으로 인식되고 있으며, 그 연관성이 너무 강해서 키위라는 용어가 뉴질랜드인을 위한 구어적 데모님으로 국제적으로 사용된다.알이 너무 커서 산란 하다가 죽을때도 있다.

## 형태
모두 형태는 비슷하며, 몸길이는 48~84cm, 몸무게는 1.4~4 kg 정도이다. 깃털은 포유동물의 털모양으로 거칠다. 깃털색은 갈색 내지 회색인데, 세로얼룩무늬 또는 가로얼룩무늬가 있다. 부리는 가늘고 길며 약간 아래로 구부러지고, 입 주위에 긴 수염이 있다. 날개는 퇴화하여 날수없고 꼬리깃은 없다. 발은 튼튼하고 발가락은 3개이다. 뒤뚱거리는 자세로 느리게 달리고 발톱으로 격렬하게 차서 적을 막는다.

## 생태
울창한 숲에서 단독 혹은 짝을 지어 살며, 매우 겁이 많아서 낮에는 쓰러진 나무 밑이나 땅굴에 숨어 있다가 밤에 먹이를 찾는다. 눈은 약간 퇴화되어 있고, 후각·촉각·청각은 잘 발달되어 있다. 특히 비공(콧구멍)이 부리 앞끝 가까이에 있어 수염과 더불어 먹이를 찾는 데에 큰 역할을 한다. 먹이는 주로 땅속에 사는 곤충이나 유충, 지렁이 등인데 잡은 벌레는 조심스럽게 땅 속에서 꺼낸 뒤 통째로 삼킨다. 나무의 종자나 부드러운 뿌리 같은 것도 잘 먹는다. 키위가 먹이를 먹었던 장소에는 땅 속에 부리를 꽂았던 구멍이 무수히 나 있다.
둥지는 뿌리 밑이나 땅굴 속에 약간의 풀이나 잎을 깔아 만들며, 한배에 한두 개의 알을 낳는다. 산란기는 여름에서 겨울 사이이고 알을 품는 기간은 75-77일이며, 수컷 혼자서 알을 품는다. 부화한 새끼는 약 1주일간 먹이를 먹지 않고 집에 머물며, 그 후 수컷에 이끌려 나가 스스로 먹이를 찾는다. 성장이 늦어 어른새가 되는 데 5-6년이 걸린다.
뉴질랜드를 상징하는 국조(國鳥)로, 동전·우표, 그 밖에 중요한 생산물의 상표 등에 그려진다. 뉴질랜드를 배경으로 한 일본 다이토사의 게임 《뉴질랜드 스토리》의 주인공도 키위이다.

## 사진

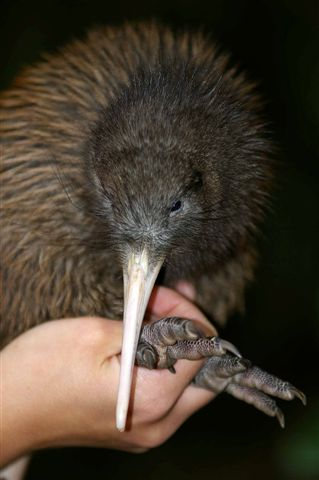
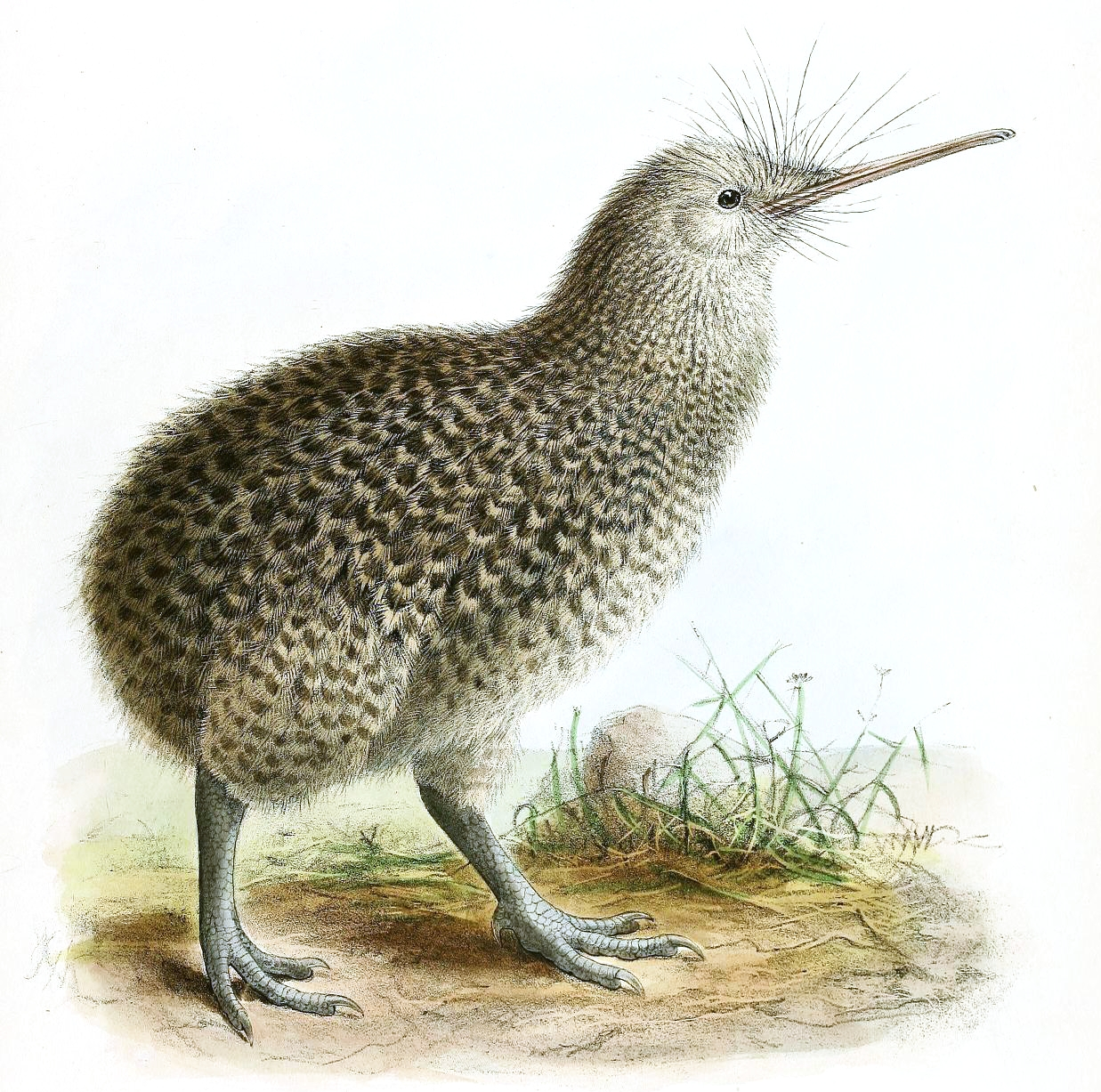
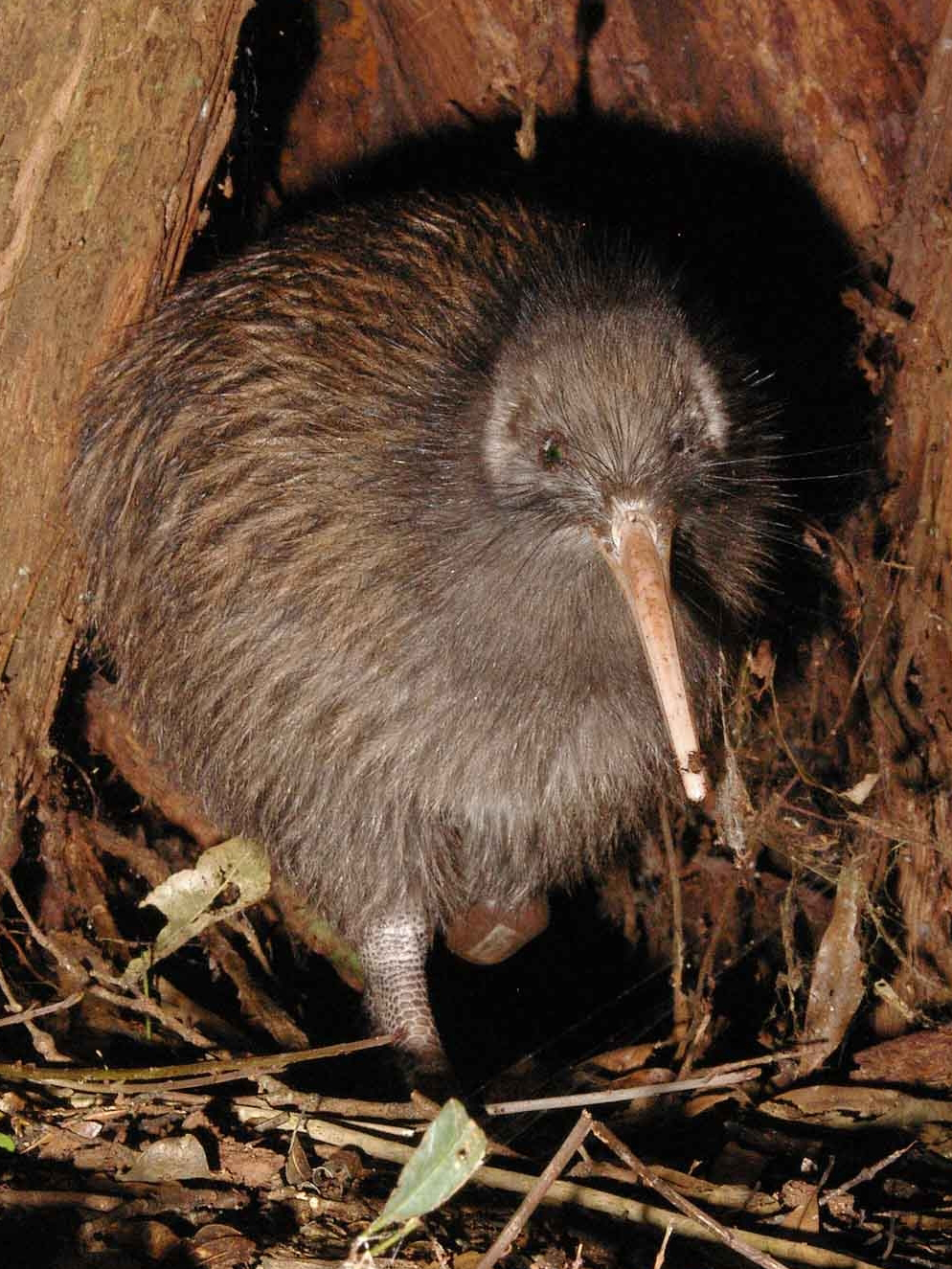
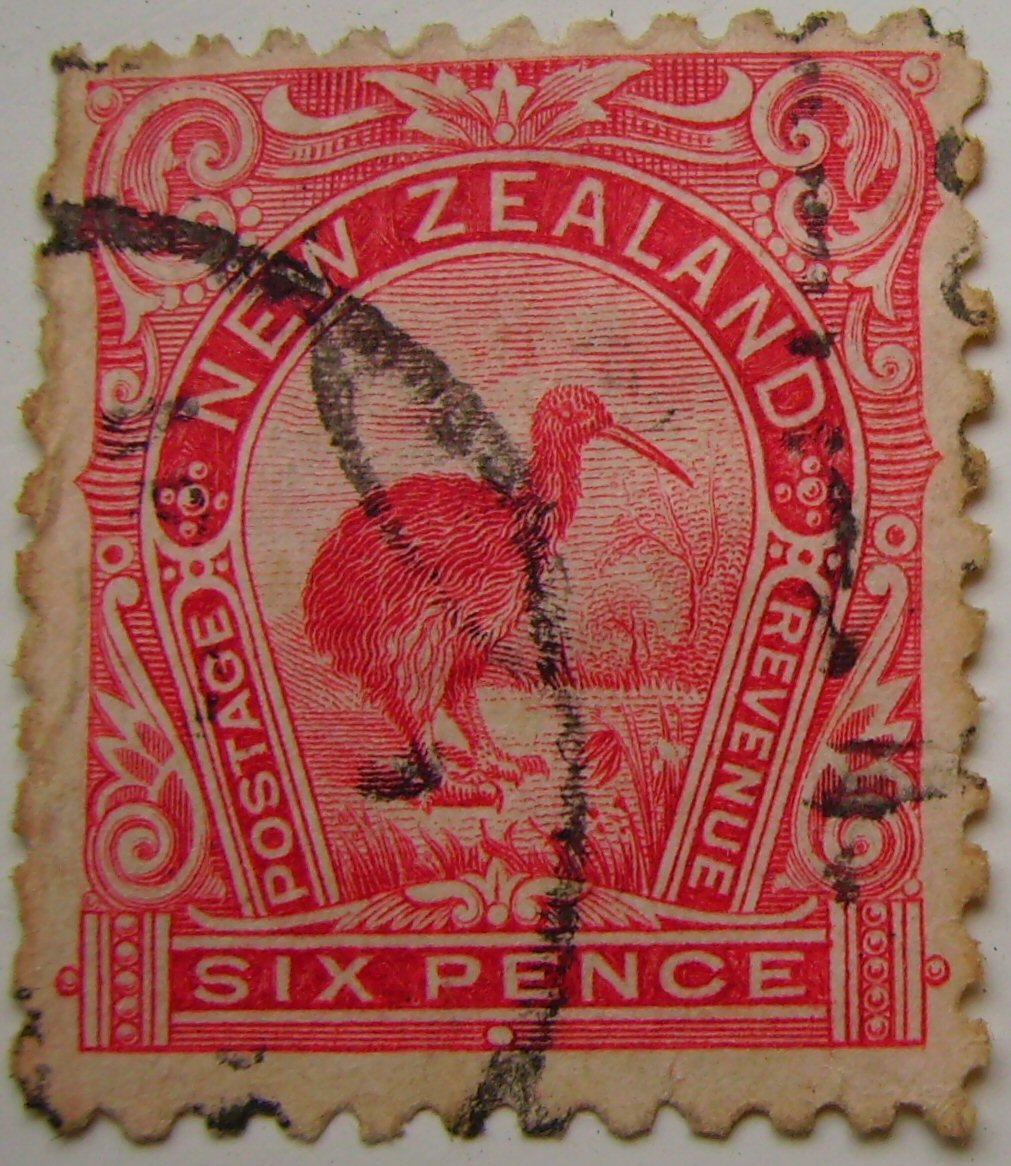

## 계통 분류
다음은 2014년 미첼(Mitchell)과 2013년 유리 등(Yuri et. al)의 연구에 기초한 계통 분류이다.
|  | 도요타조목 |
|  |            |
|  | † 모아목   |
|  |            |

|  | 키위목       |
|  |              |
|  | † 코끼리새목 |
|  |              |

|  | 화식조과 |
|  |          |
|  | 에뮤과   |
|  |          |

|  | 키위목       |
|  |              |
|  | † 코끼리새목 |
|  |              |

|  | 화식조과 |
|  |          |
|  | 에뮤과   |
|  |          |

|  | 키위목       |
|  |              |
|  | † 코끼리새목 |
|  |              |

|  | 화식조과 |
|  |          |
|  | 에뮤과   |
|  |          |

|  | 키위목       |
|  |              |
|  | † 코끼리새목 |
|  |              |

|  | 화식조과 |
|  |          |
|  | 에뮤과   |
|  |          |

|  | 도요타조목 |
|  |            |
|  | † 모아목   |
|  |            |

|  | 키위목       |
|  |              |
|  | † 코끼리새목 |
|  |              |

|  | 화식조과 |
|  |          |
|  | 에뮤과   |
|  |          |

|  | 키위목       |
|  |              |
|  | † 코끼리새목 |
|  |              |

|  | 화식조과 |
|  |          |
|  | 에뮤과   |
|  |          |

|  | 키위목       |
|  |              |
|  | † 코끼리새목 |
|  |              |

|  | 화식조과 |
|  |          |
|  | 에뮤과   |
|  |          |

|  | 키위목       |
|  |              |
|  | † 코끼리새목 |
|  |              |

|  | 화식조과 |
|  |          |
|  | 에뮤과   |
|  |          |

|  | 도요타조목 |
|  |            |
|  | † 모아목   |
|  |            |

|  | 키위목       |
|  |              |
|  | † 코끼리새목 |
|  |              |

|  | 화식조과 |
|  |          |
|  | 에뮤과   |
|  |          |

|  | 키위목       |
|  |              |
|  | † 코끼리새목 |
|  |              |

|  | 화식조과 |
|  |          |
|  | 에뮤과   |
|  |          |

|  | 키위목       |
|  |              |
|  | † 코끼리새목 |
|  |              |

|  | 화식조과 |
|  |          |
|  | 에뮤과   |
|  |          |

|  | 키위목       |
|  |              |
|  | † 코끼리새목 |
|  |              |

|  | 화식조과 |
|  |          |
|  | 에뮤과   |
|  |          |

|  | 도요타조목 |
|  |            |
|  | † 모아목   |
|  |            |

|  | 키위목       |
|  |              |
|  | † 코끼리새목 |
|  |              |

|  | 화식조과 |
|  |          |
|  | 에뮤과   |
|  |          |

|  | 키위목       |
|  |              |
|  | † 코끼리새목 |
|  |              |

|  | 화식조과 |
|  |          |
|  | 에뮤과   |
|  |          |

|  | 키위목       |
|  |              |
|  | † 코끼리새목 |
|  |              |

|  | 화식조과 |
|  |          |
|  | 에뮤과   |
|  |          |

|  | 키위목       |
|  |              |
|  | † 코끼리새목 |
|  |              |

|  | 화식조과 |
|  |          |
|  | 에뮤과   |
|  |          |

|  | 도요타조목 |
|  |            |
|  | † 모아목   |
|  |            |

|  | 키위목       |
|  |              |
|  | † 코끼리새목 |
|  |              |

|  | 화식조과 |
|  |          |
|  | 에뮤과   |
|  |          |

|  | 키위목       |
|  |              |
|  | † 코끼리새목 |
|  |              |

|  | 화식조과 |
|  |          |
|  | 에뮤과   |
|  |          |

|  | 키위목       |
|  |              |
|  | † 코끼리새목 |
|  |              |

|  | 화식조과 |
|  |          |
|  | 에뮤과   |
|  |          |

|  | 키위목       |
|  |              |
|  | † 코끼리새목 |
|  |              |

|  | 화식조과 |
|  |          |
|  | 에뮤과   |
|  |          |

|  | 도요타조목 |
|  |            |
|  | † 모아목   |
|  |            |

|  | 키위목       |
|  |              |
|  | † 코끼리새목 |
|  |              |

|  | 화식조과 |
|  |          |
|  | 에뮤과   |
|  |          |

|  | 키위목       |
|  |              |
|  | † 코끼리새목 |
|  |              |

|  | 화식조과 |
|  |          |
|  | 에뮤과   |
|  |          |

|  | 키위목       |
|  |              |
|  | † 코끼리새목 |
|  |              |

|  | 화식조과 |
|  |          |
|  | 에뮤과   |
|  |          |

|  | 키위목       |
|  |              |
|  | † 코끼리새목 |
|  |              |

|  | 화식조과 |
|  |          |
|  | 에뮤과   |
|  |          |

|  | 도요타조목 |
|  |            |
|  | † 모아목   |
|  |            |

|  | 키위목       |
|  |              |
|  | † 코끼리새목 |
|  |              |

|  | 화식조과 |
|  |          |
|  | 에뮤과   |
|  |          |

|  | 키위목       |
|  |              |
|  | † 코끼리새목 |
|  |              |

|  | 화식조과 |
|  |          |
|  | 에뮤과   |
|  |          |

|  | 키위목       |
|  |              |
|  | † 코끼리새목 |
|  |              |

|  | 화식조과 |
|  |          |
|  | 에뮤과   |
|  |          |

|  | 키위목       |
|  |              |
|  | † 코끼리새목 |
|  |              |

|  | 화식조과 |
|  |          |
|  | 에뮤과   |
|  |          |

|  | 도요타조목 |
|  |            |
|  | † 모아목   |
|  |            |

|  | 키위목       |
|  |              |
|  | † 코끼리새목 |
|  |              |

|  | 화식조과 |
|  |          |
|  | 에뮤과   |
|  |          |

|  | 키위목       |
|  |              |
|  | † 코끼리새목 |
|  |              |

|  | 화식조과 |
|  |          |
|  | 에뮤과   |
|  |          |

|  | 키위목       |
|  |              |
|  | † 코끼리새목 |
|  |              |

|  | 화식조과 |
|  |          |
|  | 에뮤과   |
|  |          |

|  | 키위목       |
|  |              |
|  | † 코끼리새목 |
|  |              |

|  | 화식조과 |
|  |          |
|  | 에뮤과   |
|  |          |

## 같이 보기
- 날지 못하는 새